# Гевара, Антонио де
Анто́нио де Гева́ра (исп. Antonio de Guevara, около 1480[…], Тресеньо, Кантабрия — 3 апреля 1545, Мондоньедо, Галисия) — испанский священник, политический деятель, мыслитель и писатель-моралист, причисленный к высокой классике испанской литературы и философии.

## Биография

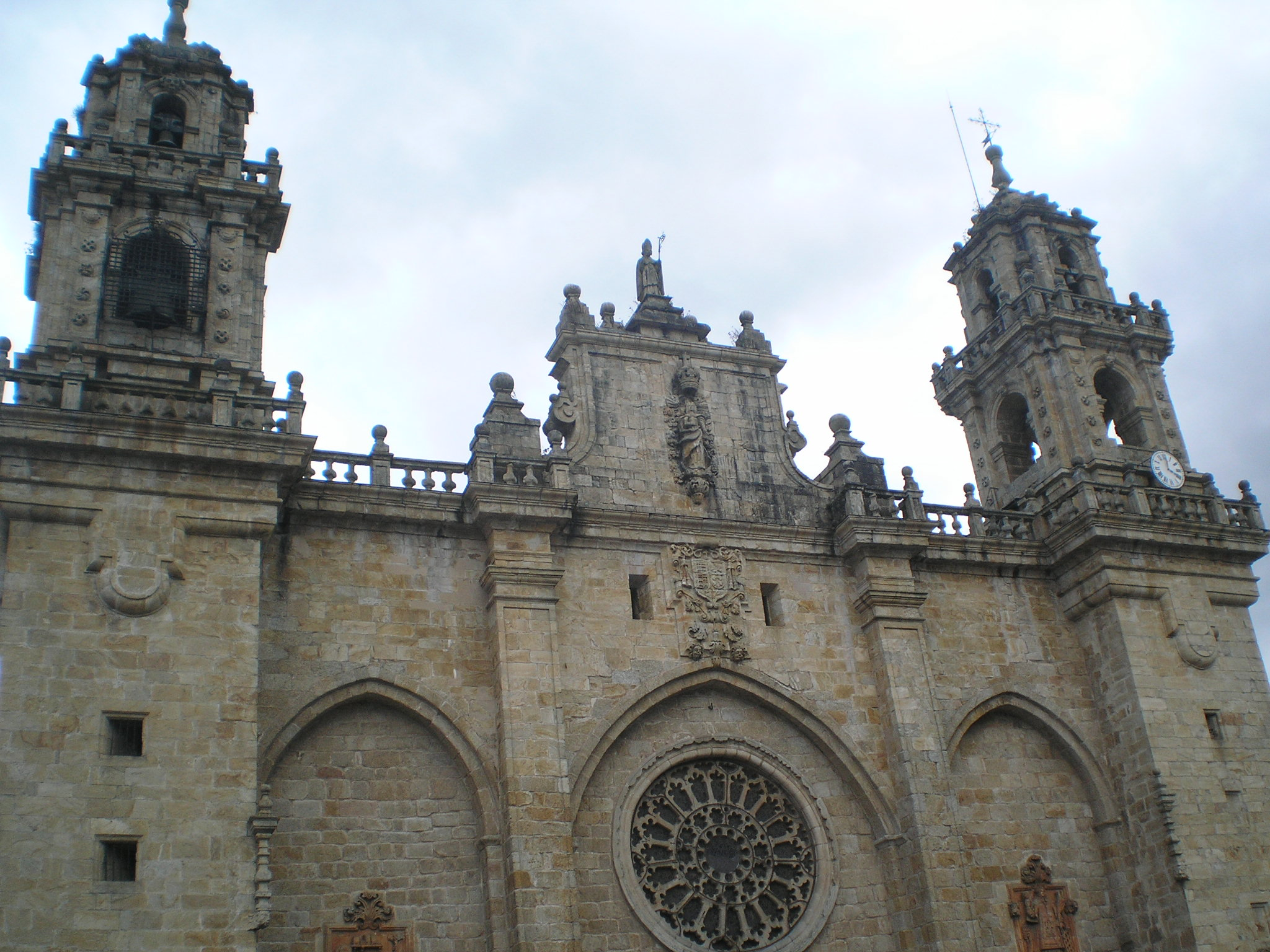
Кафедральный собор Мондоньедо

Из знатного рода. Как второй сын был предназначен к карьере священника, но воспитывался при дворе. Был пажом Изабеллы Католички. После её смерти в 1504 году вступил в орден францисканцев. Был близок к Карлу V, назначен королевским исповедником (1521), сопровождал короля в 1522 в поездке по Великобритании, исполнял его поручения. В 1525 году участвовал в войне с маврами, был ранен. В 1527 году назначен официальным хронистом короля. Входил в императорский Совет, предположительно участвовал в подготовке ряда ответственных выступлений императора, в редактировании его эдиктов. С 1528 года епископ Гуадиса. Сопровождал императора в его тунисском походе (1535—1536), был при нём на коронации в Риме, в Неаполе. С 1537 года епископ Мондоньедо; помимо священнических обязанностей, по настоянию двора занимался издательской деятельностью.
Похоронен в кафедральном соборе Мондоньедо.

## Сочинения
Среди сочинений Гевары выделяется политико-дидактический роман-трактат «Часы государевы, или Золотая книга императора Марка Аврелия» (1528), который он написал в наставление королю и выдавал за «переведенное» истинное жизнеописание римского императора. Королю Карлу были посвящены и составленные Геварой «Жизнеописания десяти цезарей» (1539). Широко читался и переводился его трактат «О презрении ко двору и восхвалении сельской жизни» (1539). Большой популярностью пользовались нравоучительные «Семейные письма» Гевары, получившие название «Золотых» (1539 и 1541). Оставил также ряд богословских трактатов.

## Наследие и признание
Его сочинения были ещё при жизни переведены на французский, а позднее на английский, итальянский и немецкий языки; в целом на протяжении XVI—XVII веков они выдержали в европейских странах 600 изданий.
Пышная, ритмизованная, а местами даже рифмованная проза Гевары повлияла на стилистику испано-португальского консептизма (conceptismo) и английского барокко (эвфуизм); его читали Монтень и Гриммельсгаузен.

## Тексты
- Сочинения в Дигитальной библиотеке испанской философии